# Rentadors (el Masroig)
El Rentadors és una obra del Masroig (Priorat) inclosa a l'Inventari del Patrimoni Arquitectònic de Catalunya.

## Descripció
Edifici de planta rectangular, de planta baixa amb tres tramades d'arcs, dos cegats i un central que dona accés a l'interior, amb dos amplis bassots per a rentar la roba. Un pedrís corre al llarg dels murs interiors, en tant que una font proporciona aigua constant. La coberta, de fibrociment, és de quatre vessants cap a l'interior, on deixa una obertura que constitueix l'element d'il·luminació de la construcció.
A la façana, sobre l'arcada central, una placa recorda l'home que contribuí a dur l'aigua al poble.

## Història
La construcció del safareig públic ha de ser emmarcada dins el conjunt d'obres dutes a terme per a abastir el poble d'aigua. Josep Llop Inglada fou el principal promotor de l'obra, acabada el dia 11 de maig de 1921. Reformes posteriors portaren a la substitució de la teulada original per l'actual de fibrociment.
El safareig és encara utilitzat i, e moment, res no fa pensar en el seu abandonament.